# قلعة بارون (كوشك)
قلعة بارون (بالفارسية: قلعه برون) هي منطقة سكنية تقع في إيران في قسم كوشك الريفي. يقدر عدد سكانها بـ 260 نسمة بحسب إحصاء 2016.